# アーセナル・ウィメンFC
アーセナル・ウィメン・フットボール・クラブ (英語: Arsenal Women Football Club) は、イングランド・ロンドンを本拠地とする女子サッカークラブ。アーセナルFCの系列クラブのひとつ。2011年からは新規発足したウィメンズ・スーパーリーグに所属している。

## 歴史

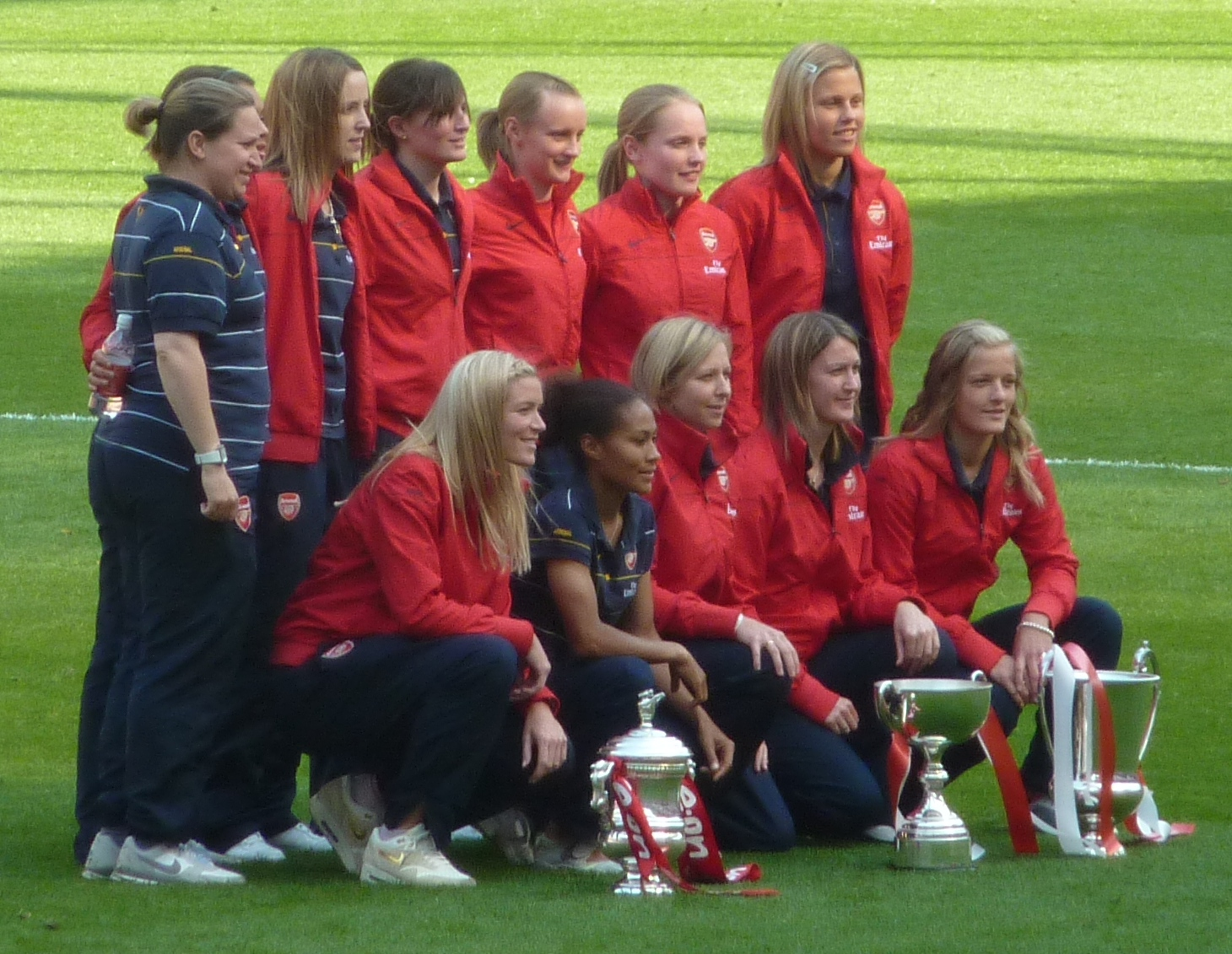
リーグ･FA杯･リーグ杯を囲んで (2009年)

1987年、アーセナルFCの用具監督であるヴィック・エイカーズ (Vic Akers) によって設立された。設立当初はアマチュアチームであったが、2002年よりセミプロフェッショナルチームとなった。エイカーズは同クラブの初代監督に就任し、2009年、用具監督の職務に専念するため退任するまでの22年間同クラブの指揮を取った。1991-92シーズン、アーセナルはイングランド女子リーグカップ (FA Women's Premier League Cup) で優勝し、初めてのタイトルを獲得した。1992年にFA女子プレミアリーグが開幕した時、アーセナルは初年度から参入し、参入初年度を優勝という成績で終えた。2008-09シーズン終了までの間に、16のリーグタイトルのうち11を獲得し、そして3回準優勝した。
2009シーズンまでに、アーセナルはFA女子カップ (FA Women's Cup) で10回、FA女子プレミアリーグカップで10回優勝し、うち5度 (1994-95, 2003-04, 2005-06, 2006-07, 2007-08) 、FA杯とリーグ杯の2冠を達成した。またUEFA女子カップにイングランド代表として6度出場し、2002-03シーズンおよび2004-05シーズンはベスト4の成績を修めた。
2006-07シーズンには、国内タイトル3冠を達成したのみならず、UEFA女子カップにおいてもスウェーデンのウメオIKに合計1-0の成績で勝利して優勝。アーセナルはイングランドのクラブで初めての欧州チャンピオンとなった。当時のアーセナルはアマチュアチームであり、所属選手の殆どはフルタイムで仕事をしながらサッカーに打ち込んでいた、一方ウメオは選手全員がプロフェッショナル契約を結んでいたクラブであった。この結果が認められて、アーセナルとエイカーズは2007シーズンSJA（英国スポーツジャーナリスト協会）スポーツ賞の委員会賞を受賞した。 
2007-08シーズンはリーグ及び女子FAカップの2冠を達成したが、UEFA女子カップでは準決勝でオリンピック・リヨンに敗れて敗退し、FA女子プレミアリーグカップでは決勝戦でエヴァートンLFCに敗れた。
2008-09シーズン、アーセナルの2003年10月16日（チャールトン・アスレティックWFCに敗北した日）から続くリーグ戦無敗記録が108試合で終了した。2009年3月29日、アーセナルはホームでエヴァートンLFCに0-3のスコアで敗北した。また2005年11月から2008年4月までの間に、51のリーグ戦を引き分けの結果で終えている。
2008-09シーズンはリーグ・リーグ杯・FA杯で3冠を達成。リーグでは、優勝のためには勝利する事が必須であるという条件下において、最大のライバルであったエヴァートンLFCに1-0で勝利し、タイトルを勝ち取った。この試合はエイカーズの監督として最後の試合となった。
エイカーズ退任後、トニー・ジャーヴィス (Tony Gervaise) が第2代監督に就任したが、8ヵ月後の2010年2月11日、ジャーヴィスはアカデミー（下部組織）のディレクター職への就任に伴い辞任、後任にはU-19イングランド代表コーチだったローラ・ハービーが就任した。
2011年よりアーセナルはプレミアリーグに代わる最上位リーグとして新規発足したFA WSLに参加。同年、リーグタイトル、FAカップ、コンチネンタルカップ（FA WSLカップ）の国内三冠を達成した。2012年にはリーグとWSLカップの二冠を獲得。2013年にはFAカップとWSLカップを獲得したが、リーグでは過去10年で初めて、クラブ史上でも過去1度しかない3位という成績に終わった。2014年はFAカップで連覇を達成したものの、リーグ戦では開幕から4試合で勝ち点を1しかとれないなど不調を極め、過去最低を更新する4位に終わった。
2017年7月、チームの名称が「アーセナル・レディースFC」から「アーセナル・ウィメンFC」へと変更された。
男子のトップチーム同様にリザーブチームを保有しており、主にアカデミー在籍中の選手が所属している。リザーブチームはFA女子プレミアリザーブリーグで4度優勝し、FA女子プレミアリザーブリーグカップでも5度優勝を経験している。

## タイトル

### 国内
- FA女子スーパーリーグ：3回（2011、2012、2018-19）
- 女子リーグカップ：6回（2011、2012、2013、2015、2017-18、2022-23、2023-24）
- 女子FAカップ：14回（1992-93、1994-95、1997-98、1998-99、2000-01、2003-04、2005-06、2006-07、2007-08、2008-09、2010-11、2012-13、2013-14、2015-16）
- FA女子プレミアリーグ：12回（1993、1995、1997、2001、2002、2004、2005、2006、2007、2008、2009、2010）
- FA女子プレミアリーグカップ：10回（1992、1993、1994、1998、1999、2000、2001、2005、2007、2009）
- FA女子コミュニティシールド：5回（1999-2000、2001-2002、2005-2006、2007-2008）
- ロンドン・カウンティFA女子カップ：10回（1995、1996、1997、2000、2004、2007、2008、2009、2010、2011）
- AXAチャレンジカップ：1回（1998-99）
- ナショナル・リーグ・サウス：1回（1998-99）
- ハイフィールド・カップ：1回（1990-91）
- リーボック・カップ：2回（1991-92、1995-96）

### 国際
- UEFA女子チャンピオンズリーグ：2回（2006-07、2024-25）

## シーズン成績
| シーズン                | リーグ                                             | 試 | 勝 | 分 | 敗 | 得  | 失 | 勝点 | 順位 | チーム数 | FAカップ     | リーグカップ | UWCL | UWCL             |
| ----------------------- | -------------------------------------------------- | -- | -- | -- | -- | --- | -- | ---- | ---- | -------- | ------------ | ------------ | ---- | ---------------- |
| 1991-92                 | WFAナショナルリーグ・ ディヴィジョン・ワン・サウス |    |    |    |    |     |    |      | 1位  |          |              | 優勝         |      |                  |
| 1992-93                 | WFAナショナルリーグ・ プレミアディヴィジョン       | 18 | 17 | 0  | 1  | 66  | 8  | 34   | 1位  | 10       | 優勝         | 優勝         |      |                  |
| 1993-94                 | WFAナショナルリーグ・ プレミアディヴィジョン       | 18 | 14 | 3  | 1  | 85  | 15 | 45   | 2位' | 10       |              | 優勝         |      |                  |
| 1994-95                 | FA女子プレミアリーグ・ ナショナルディヴィジョン    | 18 | 17 | 1  | 0  | 60  | 8  | 52   | 1位  | 10       | 優勝         |              |      |                  |
| 1995-96                 | FA女子プレミアリーグ・ ナショナルディヴィジョン    | 18 | 11 | 4  | 3  | 54  | 12 | 37   | 3位  | 10       |              |              |      |                  |
| 1996-97                 | FA女子プレミアリーグ・ ナショナルディヴィジョン    | 18 | 16 | 1  | 1  | 65  | 9  | 49   | 1位  | 10       |              | 優勝         |      |                  |
| 1997-98                 | FA女子プレミアリーグ・ ナショナルディヴィジョン    | 18 | 12 | 4  | 2  | 55  | 22 | 40   | 2位' | 10       | 優勝         | 優勝         |      |                  |
| 1998-99                 | FA女子プレミアリーグ・ ナショナルディヴィジョン    | 18 | 13 | 4  | 1  | 59  | 15 | 43   | 2位' | 10       | 優勝         | 優勝         |      |                  |
| 1999-2000               | FA女子プレミアリーグ・ ナショナルディヴィジョン    | 18 | 13 | 2  | 3  | 73  | 13 | 41   | 3位  | 10       |              | 優勝         |      |                  |
| 2000-01                 | FA女子プレミアリーグ・ ナショナルディヴィジョン    | 18 | 17 | 1  | 0  | 88  | 9  | 52   | 1位  | 10       | 優勝         | 優勝         |      |                  |
| 2001-02                 | FA女子プレミアリーグ・ ナショナルディヴィジョン    | 18 | 16 | 1  | 1  | 60  | 15 | 49   | 1位  | 10       | 準々決勝敗退 | 優勝         | CL   | 準々決勝敗退     |
| 2002-03                 | FA女子プレミアリーグ・ ナショナルディヴィジョン    | 18 | 13 | 1  | 4  | 53  | 21 | 40   | 3位  | 10       | 準決勝敗退   | 準優勝       | CL   | 準決勝敗退       |
| 2003-04                 | FA女子プレミアリーグ・ ナショナルディヴィジョン    | 18 | 15 | 2  | 1  | 65  | 11 | 47   | 1位  | 10       | 優勝         | 準決勝敗退   | -    | -                |
| 2004-05                 | FA女子プレミアリーグ・ ナショナルディヴィジョン    | 18 | 15 | 3  | 0  | 57  | 13 | 48   | 1位  | 10       | 準決勝敗退   | 優勝         | CL   | 準決勝敗退       |
| 2005-06                 | FA女子プレミアリーグ・ ナショナルディヴィジョン    | 18 | 16 | 2  | 0  | 83  | 20 | 50   | 1位  | 10       | 優勝         | 準優勝       | CL   | 準々決勝敗退     |
| 2006-07                 | FA女子プレミアリーグ・ ナショナルディヴィジョン    | 22 | 22 | 0  | 0  | 119 | 10 | 66   | 1位  | 12       | 優勝         | 優勝         | CL   | 優勝             |
| 2007-08                 | FA女子プレミアリーグ・ ナショナルディヴィジョン    | 22 | 20 | 2  | 0  | 85  | 15 | 62   | 1位  | 12       | 優勝         | 準優勝       | CL   | 準々決勝敗退     |
| 2008-09                 | FA女子プレミアリーグ・ ナショナルディヴィジョン    | 22 | 20 | 1  | 1  | 89  | 14 | 61   | 1位  | 12       | 優勝         | 優勝         | CL   | 準々決勝敗退     |
| 2009-10                 | FA女子プレミアリーグ・ ナショナルディヴィジョン    | 22 | 20 | 1  | 1  | 79  | 19 | 61   | 1位  | 12       | 準優勝       | 準決勝敗退   | CL   | 準々決勝敗退     |
| 2011                    | FA WSL                                             | 14 | 10 | 2  | 2  | 29  | 9  | 32   | 1位  | 8        | 優勝         | 優勝         | CL   | 準決勝敗退       |
| 2012                    | FA WSL                                             | 14 | 10 | 4  | 0  | 39  | 18 | 34   | 1位  | 8        | 準決勝敗退   | 優勝         | CL   | 準決勝敗退       |
| 2013                    | FA WSL                                             | 14 | 10 | 3  | 1  | 31  | 11 | 30   | 3位  | 8        | 優勝         | 優勝         | CL   | 準決勝敗退       |
| 2014                    | FA WSL 1                                           | 14 | 6  | 3  | 5  | 24  | 21 | 21   | 4位  | 8        | 優勝         | 準優勝       | -    | -                |
| 2015                    | FA WSL 1                                           | 14 | 8  | 3  | 3  | 21  | 13 | 27   | 3位  | 8        | 6回戦敗退    | 優勝         | -    | -                |
| 2016                    | FA WSL 1                                           | 16 | 10 | 2  | 4  | 33  | 14 | 32   | 3位  | 9        | 優勝         | 準決勝敗退   | -    | -                |
| 2017 スプリングシリーズ | FA WSL 1                                           | 8  | 5  | 3  | 0  | 22  | 9  | 18   | 3位  | 9        | 6回戦敗退    | -            | -    | -                |
| 2017-18                 | FA WSL 1                                           | 18 | 11 | 4  | 3  | 38  | 18 | 37   | 3位  | 10       | 準優勝       | 優勝         | -    | -                |
| 2018-19                 | FA WSL                                             | 20 | 18 | 0  | 2  | 70  | 13 | 54   | 1位  | 11       | 5回戦敗退    | 準優勝       | -    | -                |
| 2019-20                 | FA WSL                                             | 15 | 12 | 0  | 3  | 40  | 13 | 36   | 3位  | 12       | 準決勝敗退   | 準優勝       | CL   | 準々決勝敗退     |
| 2020-21                 | FA WSL                                             | 22 | 15 | 3  | 4  | 63  | 15 | 48   | 3位  | 12       | 準優勝       | GS敗退       | -    | -                |
| 2021-22                 | FA WSL                                             | 22 | 17 | 4  | 1  | 65  | 10 | 55   | 2位  | 12       | 準決勝敗退   | 準々決勝敗退 | CL   | 準々決勝敗退     |
| 2022-23                 | WSL                                                | 22 | 15 | 2  | 5  | 49  | 16 | 47   | 3位  | 12       | 5回戦敗退    | 優勝         | CL   | 準決勝敗退       |
| 2023-24                 | WSL                                                | 22 | 16 | 2  | 4  | 53  | 20 | 50   | 3位  | 12       | 5回戦敗退    | 優勝         | CL   | 予選ラウンド敗退 |
| 2024-25                 | WSL                                                | 22 | 15 | 3  | 4  | 62  | 26 | 36   | 2位  | 12       | 準決勝敗退   | 準決勝敗退   | CL   | 優勝             |

1. ↑  2009-10シーズンまではFA女子ナショナルリーグカップ、2011シーズンからはFA女子リーグカップ。
2. ↑  2019-20シーズンはコロナ禍により中断、中断時までの公式記録がシーズンの記録となった。

## 現所属メンバー
2025年4月29日現在
注：選手の国籍表記はFIFAの定めた代表資格ルールに基づく。
| No. | Pos. |                | 選手名                       |
| --- | ---- | -------------- | ---------------------------- |
| 1   | GK   | オーストリア   | マヌエーラ・ツィンスベルガー |
| 2   | DF   | アメリカ合衆国 | エミリー・フォックス         |
| 3   | DF   | イングランド   | ロッテ・ウッベン＝モイ       |
| 5   | DF   | スペイン       | ライア・コディナ             |
| 6   | DF   | イングランド   | リア・ウィリアムソン         |
| 7   | DF   | オーストラリア | ステフ・キャトリー           |
| 8   | MF   | スペイン       | マリオナ・カルデンテイ       |
| 9   | FW   | イングランド   | ベス・ミード                 |
| 10  | MF   | スコットランド | キム・リトル                 |
| 11  | DF   | アイルランド   | ケイティ・マッケイブ         |
| 12  | MF   | ノルウェー     | フリーダ・マーヌム           |
| 13  | MF   | スイス         | リア・ヴェルティ             |

| No. | Pos. |                | 選手名                       |
| --- | ---- | -------------- | ---------------------------- |
| 14  | GK   | オランダ       | ダフネ・ファン・ドムセラール |
| 16  | FW   | スウェーデン   | ローザ・カファジ             |
| 17  | FW   | スウェーデン   | リナ・ハーティグ             |
| 19  | FW   | オーストラリア | ケイトリン・フォード         |
| 21  | MF   | オランダ       | フィクトーリア・ペロファ     |
| 22  | DF   | デンマーク     | ジェナ・ナイスウォンガー     |
| 23  | FW   | イングランド   | アレッシア・ルッソ           |
| 25  | FW   | スウェーデン   | スティナ・ブラクステニウス   |
| 28  | DF   | スウェーデン   | アマンダ・イレステット       |
| 32  | MF   | オーストラリア | カイラ・クーニー＝クロス     |
| 40  | GK   | イングランド   | ナオミ・ウィリアムズ         |
| 62  | DF   | イングランド   | ケイティ・リード             |

### ローン移籍
out
注：選手の国籍表記はFIFAの定めた代表資格ルールに基づく。
| No. | Pos. |              | 選手名                   |
| --- | ---- | ------------ | ------------------------ |
| 26  | DF   | オーストリア | ラウラ・ヴィーンロイター |
| 29  | DF   | イングランド | テヤ・ゴールディ         |
| 60  | DF   | イングランド | ライラ・ハーバート       |
| 53  | FW   | イングランド | ヴィヴィアン・リア       |
| 56  | MF   | イングランド | フレイヤ・ゴッドフリー   |
| 59  | MF   | イングランド | ミシェル・アジェマン     |

## 歴代所属選手

### 所属日本人選手
- 石田美穂子（2003-2004）
- 小川恵
- 中池桃子
- 近賀ゆかり（2014）
- 大野忍（2014）
- 岩渕真奈（2021-2023）

## スタジアム
ハートフォードシャーボーハムウッド (Borehamwood) に所在するメドウ・パーク  (Meadow Park) をナショナルリーグに属するボレアム・ウッドFCと共有しており、ここでホームゲームの殆どが行われる。観客席数は4,502席あるが、リーグ戦の殆どにおける観客動員数は1,000人を超えることはない。
ホームゲームのうち、UEFA女子チャンピオンズリーグの試合はセント・オールバンズ・シティFCのホームスタジアムであるクラレンス・パーク (Clarence Park) で行われる。ロンドン・カウンティFA女子カップやリザーヴチームの試合はポッターズ・バー・タウンFCのホームスタジアムであるパークフィールド (Parkfield) で行われる。アーセナルFC側のホームスタジアムであるアーセナル・スタジアム (2005-06シーズンまで) やエミレーツ・スタジアムでの試合開催権も与えられている。

## アーセナルFCとの関連
アーセナルFCからの全面的後援を得ている。同クラブ前副会長のデイヴィッド・デインは、2007年4月18日に退任するまで、レディース側の会長職にあった。デインの後任にはマネージング・ディレクターのキース・エデルマンが就任し、2008年5月1日まで会長を務めた。
選手の何人かはクラブに雇用されており、レディースやアカデミーの発展と統合に寄与している。エミレーツ航空やアディダスなど主要スポンサーはレディースチームにおいてもスポンサーを務めている。